# غسول العين

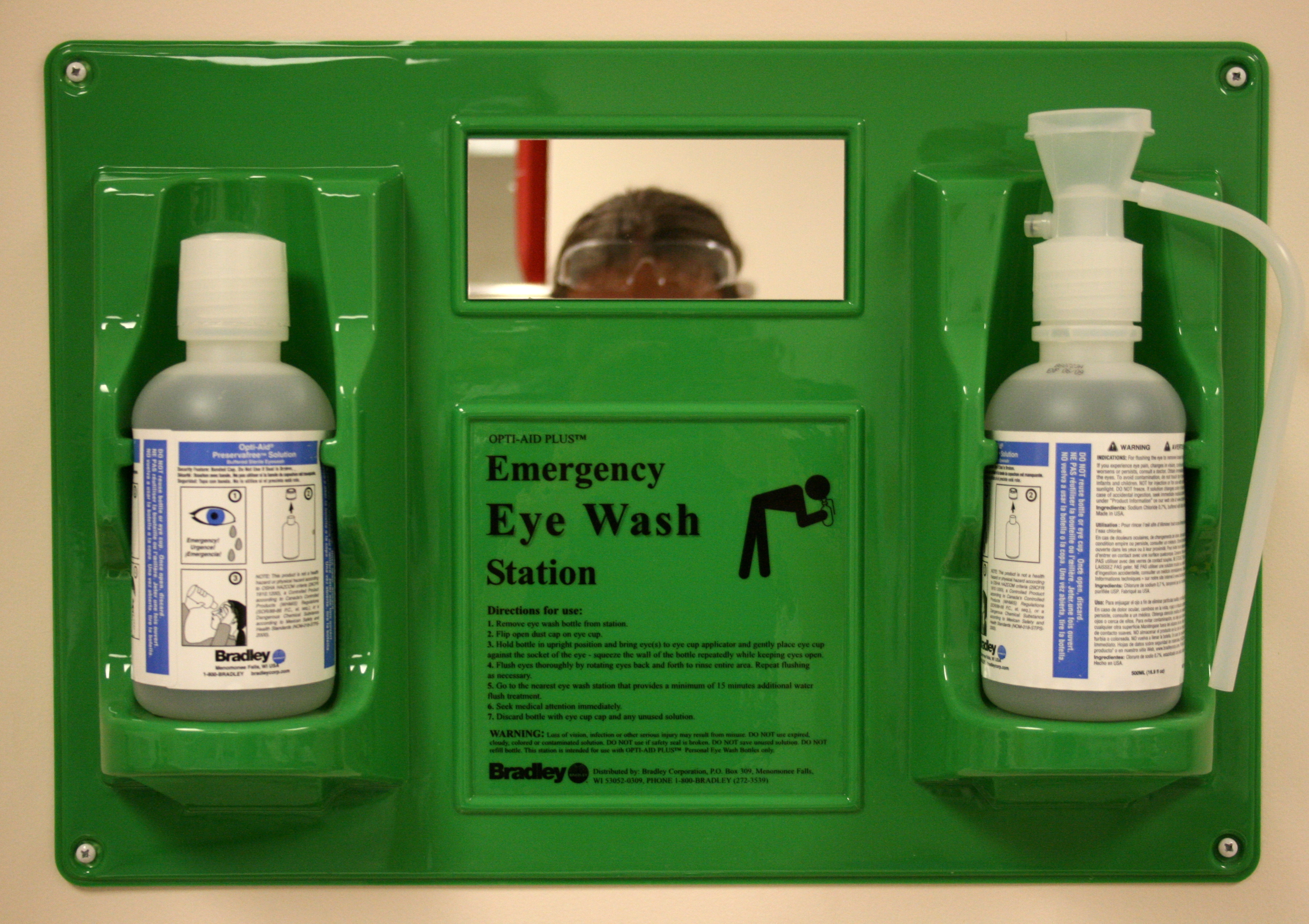
غسول عين

غسول العين أو غِسل العين هو من معدات الإسعافات الأولية المستخدمة لإنقاذ الأشخاص الذين تأثروا كيميائيًا أو فزيائيا على مستوى العين. ويستخدم لغسل العينين مباشرة في حالة كانت ملوثة بمواد سامة أو غريبة. قد تكون غسالات العين مفيدة لأولئك الذين لديهم عيون حساسة ويمكن أن تخفف من الآثار الجانبية المؤلمة للحساسية.

## الأهمية
أول 10 إلى 15 ثانية بعد التعرض لمادة خطرة، وخاصة المادة المسببة للتآكل، هو أمر بالغ الأهمية. قد يؤدي تأخر العلاج، حتى لبضع ثوان، إلى حدوث إصابات خطيرة. توفر أدوات غَسل العين تطهيرًا فوريًا. يسمح غسول العين للمستخدم بالتخلص من المواد الخطرة التي يمكن أن تسبب إصابة.
يمكن أن تحدث هذه الاصابات حتى مع وجود ضوابط هندسية واحتياطات سلامة جيدة. ونتيجة لذلك، من الضروري النظر إلى ما وراءذلك باستخدام النظارات الواقية ودروع الوجه وإجراءات استخدام معدات الحماية الشخصية. تعد محطات غَسل العين احتراز ضروريا لتقليل آثار التعرض لحوادث المواد الكيميائية والغريبة. 